# Ресино, Абель
Абель Реси́но Гонса́лес (исп. Abel Resino González; 2 февраля 1960, Велада) — испанский футболист и тренер. Играл на позиции вратаря. Является рекордсменом чемпионата Испании по количеству матчей и минут подряд без пропущенных мячей. Занимает 2 место по среднему количеству пропущенных мячей за матч (0,51 гола).

## Карьера
Абель Ресино — воспитанник клуба «Толедо». Он начал свою карьеру в основном составе команды в 1979 году. Через год он перешёл в клуб «Сьемпосуэлос». Там Ресино выступал два года. В 1982 году он перешёл во второй состав клуба «Атлетико Мадрид», где провёл 4 сезона, после чего был вызван в первый состав «Атлетико». Ресино дебютировал в Примере 12 апреля 1987 года в гостевом матче с «Реал Мурсией», выигранном «Атлетико» со счётом 2:1. В первом сезоне Ресино нечасто выходил на поле, но в последующие годы завоевал позицию номер 1 в воротах «матрасников».
В 1991 году Ресино выиграл Кубок Испании, а также завоевал второе место в чемпионате страны. В том же сезоне Ресино стал рекордсменом чемпионата, не пропуская 1255 минут, с 25 ноября 1990 года (матч с «Мальоркой», где Ресино пропустил на 31-й минуте; поражение «Атлетико» 0:1), по 17 марта 1991 года (матч со «Спортингом», где Ресино пропустил на 45-й минуте; победа «Атлетико» 3:1). За этот период Ресино не пропускал на протяжении 14-ти туров. В том же году Ресино стал лучшим голкипером чемпионата Испании. В следующем году Ресино выиграл свой второй Кубок Испании, но в борьбе за Трофей Саморы проиграл Франсиско Буйо. В 1995 году Ресино перешёл в клуб «Райо Вальекано», где и завершил карьеру.
Завершив карьеру игрока, Ресино стал тренером. Он начал работу в «Атлетико», сначала как тренер вратарей и спортивный директор, а в сезоне 2004/05 он работал вторым тренером. В 2005 году Ресино возглавил клуб «Сьюдад де Мурсия». Он занял с этим клубом 4-е место в Сегунде, до последнего тура борясь за выход в Примеру. В сезоне 2006/07 Ресино тренировал «Леванте», которому помог сохранить место в Примере, выиграв в последнем туре у своего бывшего клуба, «Мурсии». Но в следующем сезоне Ресино проработал только 7 туров, в которых клуб проиграл 6 раз, включая поражение в последнем туре со счётом 0:3 от «Сарагосы». 11 июня 2008 года Ресино возглавил «Кастельон». 3 февраля 2009 года Ресино ушёл из «Кастельона», чтобы заменить Хавьера Агирре на посту тренера «Атлетико Мадрид». С этим клубом он достиг 4-го место в Примере, после чего контракт с ним был продлён. 23 октября того же года Ресино был освобождён со своего поста после крупного поражения в Лиге чемпионов от «Челси».

## Достижения

### Командные
- Обладатель Кубка Испании: 1990/91, 1991/92

### Личные
- Обладатель Трофея Саморы: 1991